# Łucka City
Łucka City — хмарочос в Варшаві, Польща, збудований фірмою «J.W.Construction Holding S.A.» у 2000–2004 роках. Назва будівлі походить від вулиці Луцької, на які вона розташована.
Будівля має в цілому 342 квартири, площею від 37 до 243 квадратних метрів. На верхніх поверхах розташовані апартаменти з видом на Варшаву. До будівництва «Sea Towers» у Гдині «Łucka City» був найвищим житловим будинком в Польщі.
На семи підземних і трьох надземних рівнях розташована парковка, вище на п'яти надземних поверхах знаходяться офіси та пункти обслуговування. Вежа має сучасні зручності: шість швидкісних ліфтів, камери відеоспостереження, басейн, фітнес-клуб, терасу на даху, доступ у коридори з сходової клітки здійснюється по магнітних картках.
На південній стороні будівлі на глухій стіні розташована реклама забудовника. У 2008 році з цього боку до «Łucka City» почалося спорудження прибудованої офісної будівлі «Prosta Tower», спроектованої Стефаном Куриловичем.